# Évry-Grégy-sur-Yerres
Évry-Grégy-sur-Yerres è un comune francese di 2 319 abitanti situato nel dipartimento di Senna e Marna nella regione dell'Île-de-France.

## Società

### Evoluzione demografica
Abitanti censiti